# Fritz Grau
Fritz Grau (Friedrichshagen, 8 novembre 1894 – Poznań, 5 luglio 1945) è stato un bobbista tedesco.

## Biografia
Vinse una medaglia di bronzo ai campionati mondiali del 1930 (tenutisi a Caux-sur-Montreux) nel bob a quattro, per la nazionale tedesca insieme ai suoi connazionali Bertram, Picker e Albert Brehme
Vennero superati da quella italiana (medaglia d'oro) e da quella svizzera (medaglia d'argento). Altra medaglia di bronzo nel bob a due nel 1933. 